# 弗賴堡前阿爾卑斯山脈
46°22′55″N 7°08′49″E / 46.382038°N 7.146926°E

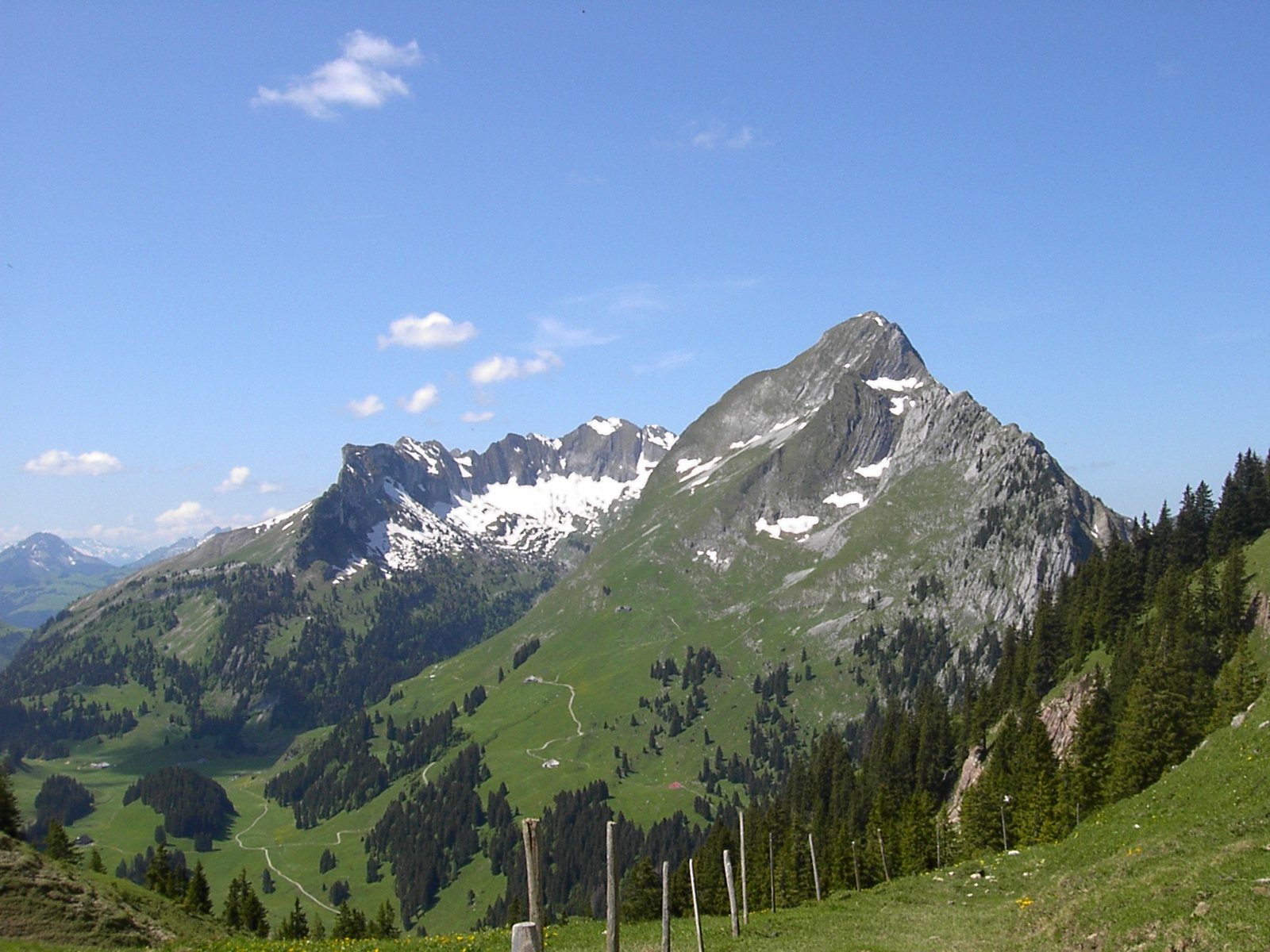

弗賴堡前阿爾卑斯山脈（Alpy Fryburskie），是瑞士的山脈，位於該國西部，橫跨弗里堡州、沃州和伯恩州，處於阿勒河流域，該山脈最高點海拔高度2,389米。